# Новый (Мартыновский район)
Но́вый — хутор в Мартыновском районе Ростовской области.
Входит в состав Рубашкинского сельского поселения.

## Население
| 2010 |
| ---- |
| 3    |

## География
На хуторе имеется одна улица: Степная.